# Kürnbach
Kürnbach ist eine Gemeinde im Landkreis Karlsruhe im nordwestlichen Baden-Württemberg.

## Geographie

### Geographische Lage

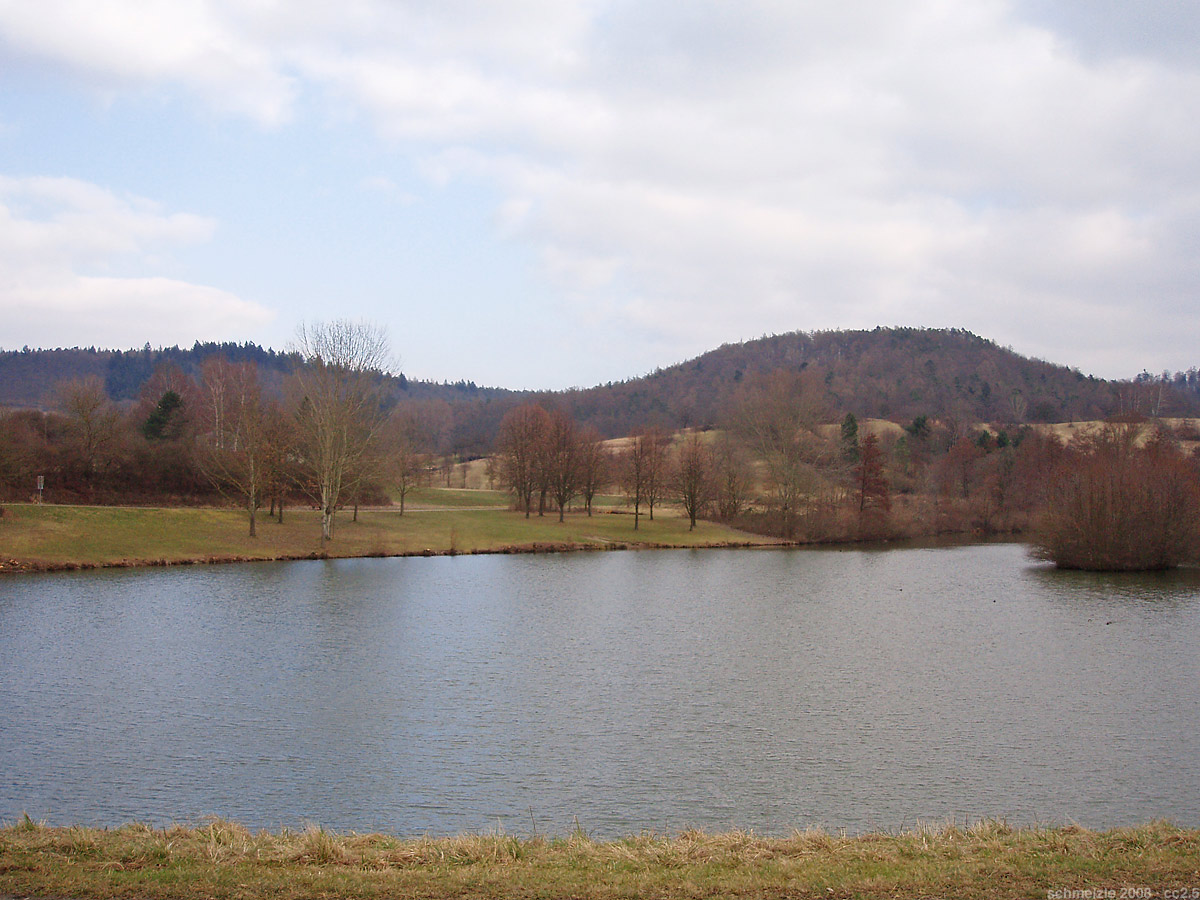
Schlosswiesensee

Das Weindorf Kürnbach, bekannt als Schwarzriesling-Dorf im Kraichgauer Hügelland, liegt im nordwestlichen Naturpark Stromberg-Heuchelberg nahe dem Zabergäu im Tal des Humsterbaches, der weiter westlich in den südwestlich von Kürnbach entspringenden Kraichbach mündet. Der Humsterbach wurde östlich des Ortes zum Schlosswiesensee als Rückhaltebecken aufgestaut. Nach Westen hin öffnet sich die Landschaft dem typischen bewirtschafteten Hügelland des Kraichgaus, während nach Osten in rund 1 km Entfernung vom Ort ein großes zusammenhängendes Waldgebiet des Naturparks Stromberg-Heuchelberg beginnt.

### Gemeindegliederung

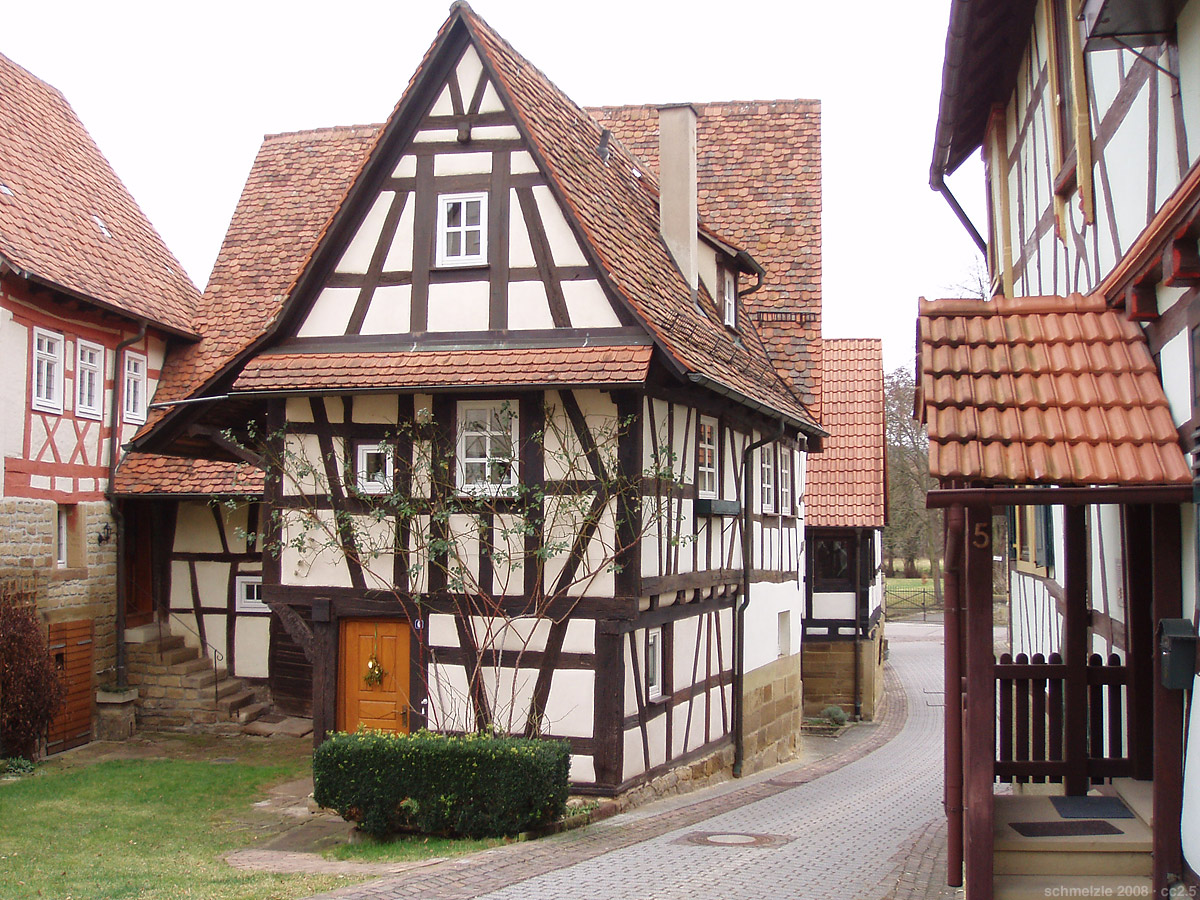
Fachwerkgebäude in der Ortsmitte

Zur Gemeinde Kürnbach gehören die Aussiedlerhöfe Heiligenäcker und die Anwesen Humstermühle, Klostermühle und Rohrmühle.

### Einwohnerentwicklung
- 1939: 1.145 Einwohner
- 1950: 1.665 Einwohner
- 1970: 2.130 Einwohner
- 2010: 2.277 Einwohner
- 2015: 2.330 Einwohner
- 2020: 2.394 Einwohner

## Geschichte

### Mittelalter
Die älteste erhaltene schriftliche Überlieferung mit Bezug auf Kürnbach stammt aus der Zeit um 1278. Es handelt sich um ein Güterverzeichnis des Klosters Weißenburg. Daraus geht hervor, dass Kürnbach bereits seit etwa 990 im Besitz des Benediktinerklosters war.
In Kürnbach stand bereits zur Zeit Karls des Großen eine Holzkirche, die später durch einen romanischen Steinbau ersetzt wurde. Von 1499 bis 1501 entstand dann die heute noch erhaltene Kirche im Stil der Spätgotik.

### Neuzeit
1543 erhielt Kürnbach das Marktrecht.
Mitte des 19. Jahrhunderts war die Armut besonders drückend. Neben schlechten Ernten gab es viele Weinfehljahre, die zu einer Auswanderungswelle nach Amerika führten. Neben wirtschaftlichen Gründen gab es auch politische, insbesondere nach der Revolution von 1848.

### 20. Jahrhundert
Ab 1965 begann die Dorfsanierung.
Fortan gehörte Kürnbach komplett zunächst zum Bezirksamt Bretten, dann zum Landkreis Sinsheim, der 1973 aufgelöst wurde. Seither ist der Ort dem Landkreis Karlsruhe zugeordnet.

## Das Kondominat
Kondominate waren im Mittelalter und der Frühen Neuzeit im Deutschen Reich nichts Ungewöhnliches. Mit dem fortschreitenden Verstaatlichungsprozess der größeren Territorien wurden sie aber von den Herrschenden zunehmend als störend empfunden und oft durch eine Realteilung oder einen Gebietstausch aufgelöst. Das Kondominat aufzulösen wurde aber in Kürnbach extrem lange versäumt. Warum, ist ungeklärt, ein „Versehen“ der Bürokratie nicht auszuschließen. Das Dorf stellte so im 19. Jahrhundert ein staatsrechtliches Kuriosum dar.

### Entstehung
Das Dorf Kürnbach befand sich seit dem Mittelalter als Kondominat im gemeinsamen Besitz der Grafen von Katzenelnbogen und der Herzöge von Württemberg. Dabei gehörten zwei Drittel Katzenelnbogen, ein Drittel Württemberg. Die beiden katzenelnbogischen Drittel waren als Lehen an die Herren von Sternenfels vergeben. Die Herren von Sternenfels werden zu Beginn des 12. Jahrhunderts als von Kürnbach greifbar. Sie benannten sich später nach ihrem neuen, nahe gelegenen Stammsitz um. 1479 beerbten die Landgrafen von Hessen die Grafen von Katzenelnbogen.

### Hessischer Anteil

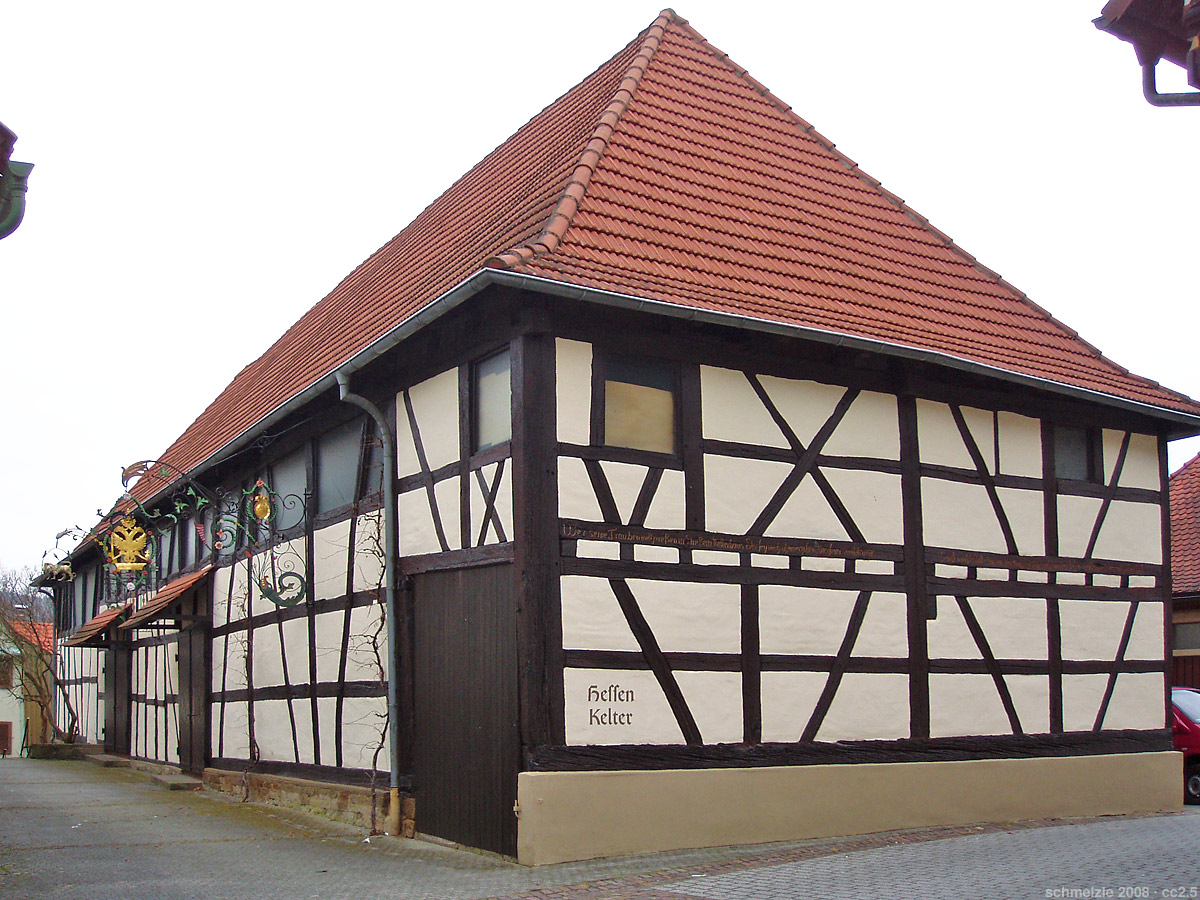
Hessenkelter

Der hessische Anteil fiel nach der Landesteilung in Folge des Testaments des Landgrafen Philipp I. (des Großmütigen) 1567 an die Landgrafschaft Hessen-Darmstadt. Am 19. März 1629 verzichteten die Herren von Kürnbach auf das hessische Lehen, das vom Landgrafen auch nicht erneut ausgegeben wurde. Die Landgrafschaft avancierte 1806 zum Großherzogtum Hessen.
Im Großherzogtum Hessen bildete der hessische Anteil an Wimpfen zunächst ein eigenes Amt. Als 1821 im Großherzogtum Hessen die alten Ämter aufgelöst, die Trennung der Rechtsprechung von der Verwaltung auch auf unterster Ebene durchgeführt wurde, kam die erstinstanzliche Rechtsprechung für Kürnbach an das neu gebildete Landgericht Wimpfen. Im Zuge der Reichsjustizreform wurde dieses 1879 – unter Beibehaltung des Gerichtsbezirks – durch das Amtsgericht Wimpfen ersetzt.

### Württembergisch / badischer Anteil
Das württembergische Drittel kam mit dem Grenzvertrag zwischen Württemberg und Baden vom 2. Oktober 1810 zum Großherzogtum Baden. Kürnbach kam so zwischen Badener Staatsgebiet und dem Königreich Württemberg zu liegen.
In Kürnbach galt das Württembergische Landrecht – und zwar auch für die hessischen Untertanen. Als das Großherzogtum Baden den französischen Code civil als „Badisches Landrecht“ 1810 landesweit einführte, unterblieb das in Kürnbach, denn über den Ort konnte Baden ja nicht allein verfügen. Hier galt weiter das Württembergische Landrecht, bis es zum 1. Januar 1900 von dem einheitlich im ganzen Deutschen Reich geltenden Bürgerlichen Gesetzbuch abgelöst wurde.

### Interne Verwaltung

Ortsplan von Kürnbach, erstellt 1748 vom Vogt Hallwachs.
Die hessischen Häuser sind blau koloriert, die württembergischen gelb.

Die beiden Kondominialmächte behandelten Kürnbach als staatsrechtlich eigenständige Einheit außerhalb der eigenen Landesgrenzen – faktisch also als „Ausland“. In Kürnbach war nicht endgültig festgelegt, was hessischer und was badischer Anteil war. Vielmehr richtete sich die staatsrechtliche Zugehörigkeit nach der Staatsangehörigkeit des jeweiligen Hauseigentümers. Verkaufte ein hessischer Eigentümer an einen badischen, so änderte sich die virtuelle Grenze zwischen beiden Staaten und umgekehrt. Auch die Staatszugehörigkeit der landwirtschaftlich genutzten Grundstücke hing davon ab, zu welchem Haus sie gehörten.
Unter diesen Gegebenheiten gab deshalb drei zuständige Verwaltungen: eine hessische, eine badische und eine kondominale. 1835 wurde eine eigene Gemeindeordnung erlassen. Es gab zwei Bürgermeister, die auf sechs Jahre gewählt wurden, wobei jeder drei Jahre den Vorsitz im Gemeinderat führte. Jeder Bürgermeister führte sein eigenes Standesamt. Und es mussten drei Gemeinderechnungen geführt werden, eine badische, eine hessische und eine kondominiale mit zwei unterschiedlichen Rechnungsjahren auf zwei verschiedenen Rechtsgrundlagen.

### Gerichtliche Zuständigkeit
Zwischen dem Großherzogtum Baden und dem Großherzogtum Hessen war seit 1836 vereinbart, dass sich die gerichtliche Zuständigkeit sowohl in zivilrechtlichen Streitigkeiten als auch bei Strafverfahren nach der Staatsangehörigkeit der Betroffenen richtete. Bei „Drittstaatlern“ waren in Strafverfahren die badischen Gerichte zuständig, außer der Verdächtige wurde auf hessischem Gebiet festgenommen oder Tatopfer waren ausschließlich hessische Untertanen in Kürnbach. Dann war das hessische Gericht zuständig. Wegen der relativ großen Entfernung des zuständigen hessischen Landgerichts Wimpfen wurde in dringenden Fällen dem badischen Bezirksamt Bretten eine Eilzuständigkeit zugesprochen.

### Ende
Hessen und Baden kamen während des 19. Jahrhunderts zu keinem Ausgleich ihrer Rechte in Kürnbach. Lediglich das Dominialeigentum wurde geteilt. Die Einwohner von Kürnbach profitierten von dem Zustand: Sie zahlten weniger Abgaben als in Baden oder Hessen. Im Verhältnis zu ihren beiden Herrschaften galten sie steuerrechtlich als Ausland, weshalb gezahlte Steuern auf importierte Waren zurückerstattet wurden. 1897 betrug die Steuerrückerstattung allein für importiertes Bier 5000 Mark.
Nach der Reichsgründung 1871 und der folgenden Rechtsvereinheitlichung erschien das staatsrechtliche Konstrukt Kürnbach nur noch als staatsrechtliche Rarität und die Privilegien des „Steuerparadieses“ waren gegenüber den übrigen Bürgern nicht mehr zu vertreten. Trotz heftiger Gegenwehr der Kürnbacher wurde am 11. Mai 1903 in Heidelberg ein Staatsvertrag abgeschlossen, mit dem Kürnbach ab dem 1. Januar 1905 zum Großherzogtum Baden gehörte. Das Großherzogtum Hessen erhielt im Tausch die Enklave Michelbuch, knapp 300 ha badischen Wald bei Heddesbach und eine einmalige Geldzahlung. Der Tausch betraf ausschließlich die staatlichen Hoheitsrechte in den betroffenen Arealen, die Eigentumsverhältnisse blieben dagegen unberührt. Diese wurden erst 1959 mit einem Vertrag zwischen den Bundesländern Baden-Württemberg und Hessen bereinigt.

## Religionen
Seit der Reformation ist Kürnbach überwiegend evangelisch geprägt. Neben der Gemeinde der Landeskirche gibt es auch eine evangelisch-methodistische und eine neuapostolische Gemeinde. Römisch-katholische Gläubige werden durch die Gemeinde in Oberderdingen-Flehingen geistlich betreut.
Jede Glaubensgemeinschaft hat im Ort eine eigene Kirche.

## Politik

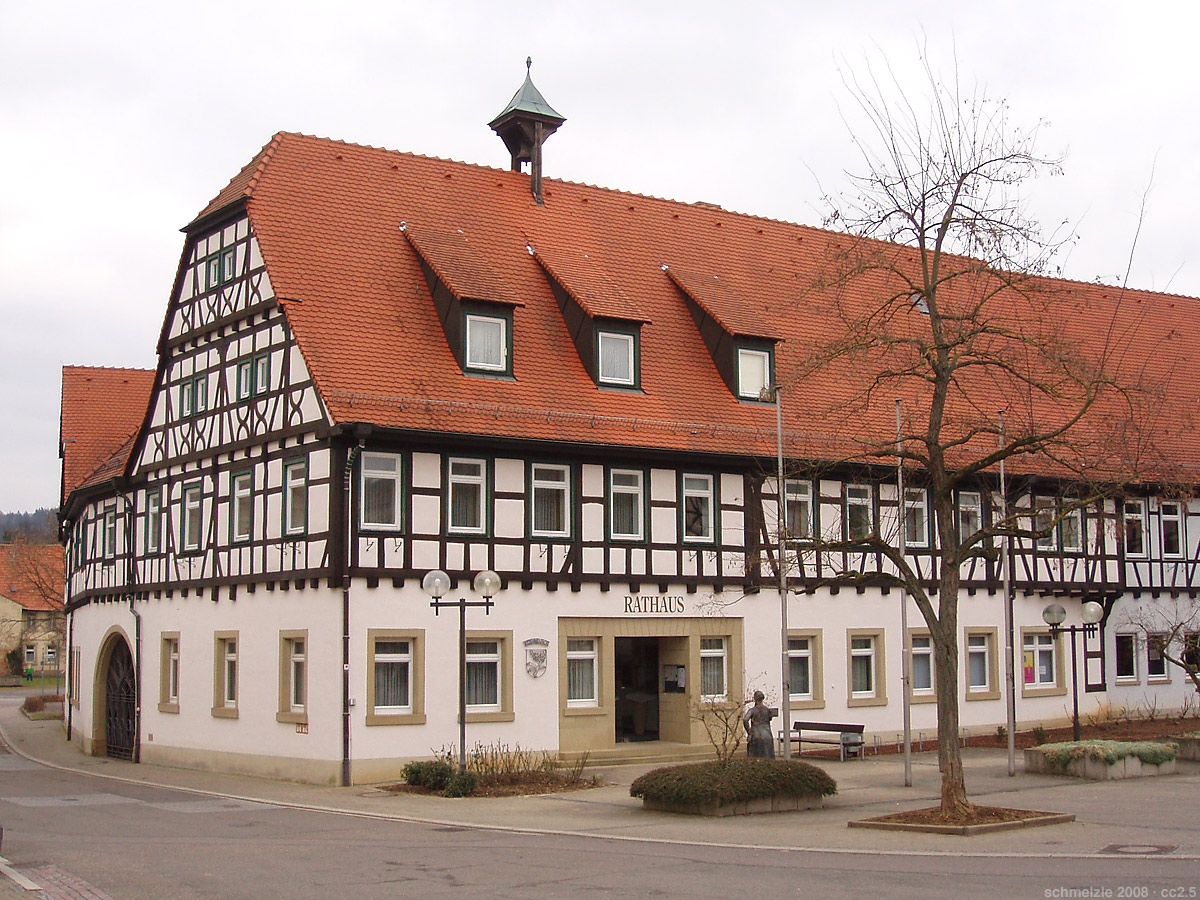
Rathaus in Kürnbach

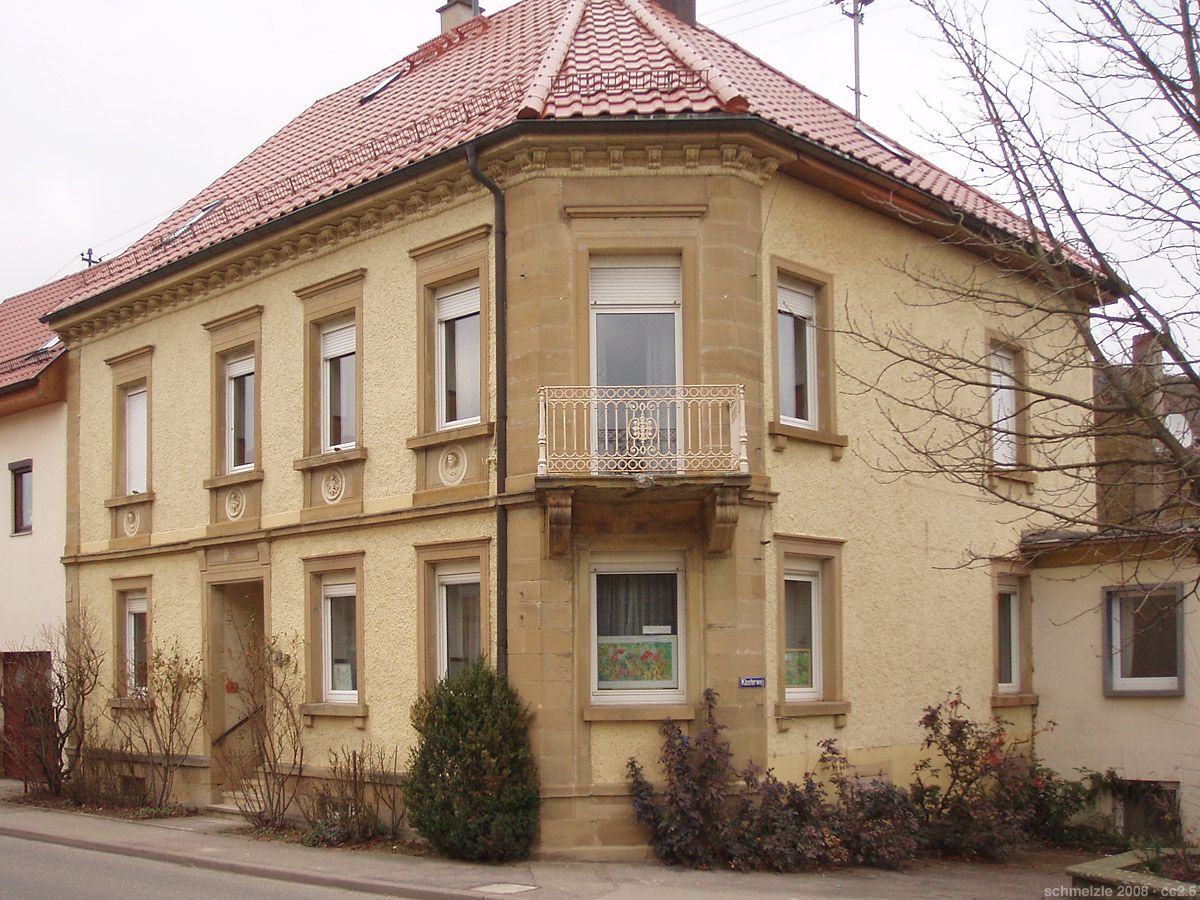
Altes Rathaus

### Bürgermeister
- 1905–1919 Theodor Henninger
- 1919–1933 Karl Heinrich Hauser
- 1934–1945 Otto Hauffe
- 1945–1947 Karl Heinrich Hauser
- 1947–1964 August Büchele
- 1964–1984 Kurt Böckle
- 1984–2016 Karl-Heinz Hauser
- 2016–2024 Armin Ebhart
- seit 2024 Moritz Baumann

Bürgermeister ist seit dem 1. Mai 2024 Moritz Baumann. Er wurde am 3. März 2024 mit 66,4 Prozent der Stimmen gewählt. Amtsinhaber Ebhart erhielt 33,5 Prozent der Stimmen. Baumann war zum Zeitpunkt seines Amtsantritts der jüngste hauptamtliche Bürgermeister Deutschlands.

### Gemeinderat
Der Gemeinderat hat 12 ehrenamtliche Mitglieder, die für fünf Jahre gewählt werden. Hinzu kommt der Bürgermeister als stimmberechtigter Gemeinderatsvorsitzender.
Die Kommunalwahl 2024 führte zu folgendem Ergebnis (in Klammern: Unterschied zu 2019):
| Gemeinderat 2024               | Gemeinderat 2024 | Gemeinderat 2024 | Gemeinderat 2024 | Gemeinderat 2024 |
| Partei / Liste                 | Stimmenanteil    | Sitze            |                  |                  |
| ------------------------------ | ---------------- | ---------------- | ---------------- | ---------------- |
| Liste 4                        | 58,0 % (+13,5)   | 7 (+2)           |                  |                  |
| Freie Wähler                   | 42,0 % (+4,8)    | 5 (±0)           |                  |                  |
| Liste 90                       | n. a. (−18,3)    | 0 (−2)           |                  |                  |
| Wahlbeteiligung: 65,7 % (-0,7) |                  |                  |                  |                  |

### Wappen
Die Gemeinde Kürnbach, nach Aufzeichnung des Wirtemberger Urkundenbuchs erstmals anno 1181 unter der Ortsbezeichnung „Quirinbach“ erwähnt, führt als Wappen eine in rot stehende silberne Adlerklaue.

### Gemeindepartnerschaften
Kürnbach unterhält seit 1983 partnerschaftliche Beziehungen zur Gemeinde Ziersdorf in Österreich.

## Bildung
Kürnbach verfügt über eine eigene Grundschule. Außerdem gibt es zwei Kindergärten am Ort.
Die Volkshochschule in Kürnbach ist eine öffentliche Einrichtung der Weiterbildung. Sie steht als Außenstelle unter der Rechtsträgerschaft des gemeinnützigen Vereins Volkshochschule im Landkreis Karlsruhe. Nach ihrem satzungsgemäßen Auftrag widmet sie sich neben der Erwachsenenbildung auch den Aufgaben der Jugendbildung.

## Kultur und Sehenswürdigkeiten

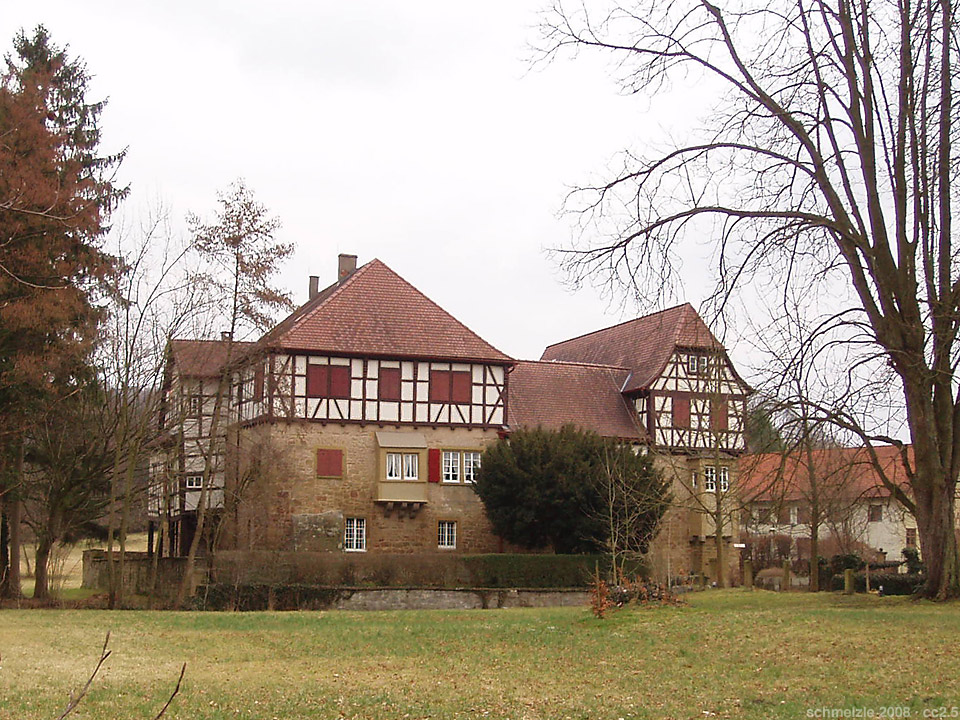
Schloss

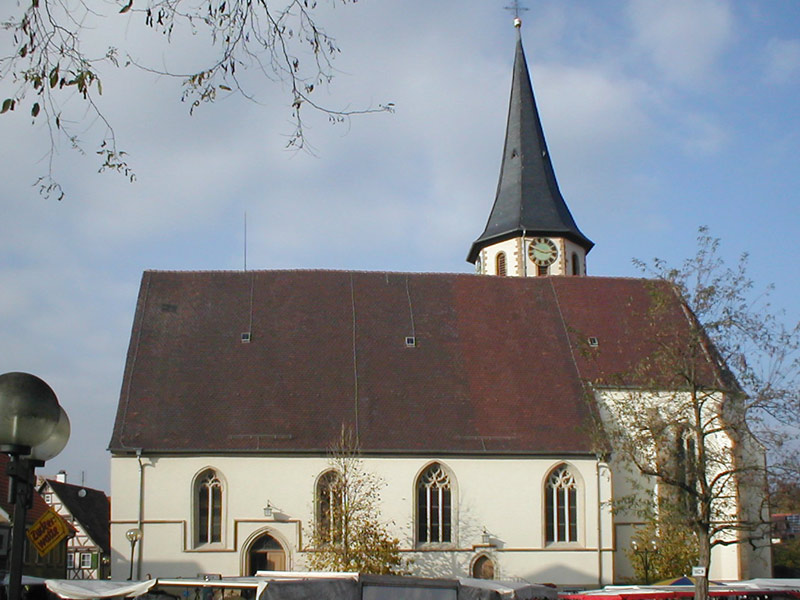
Evangelische Michaelskirche

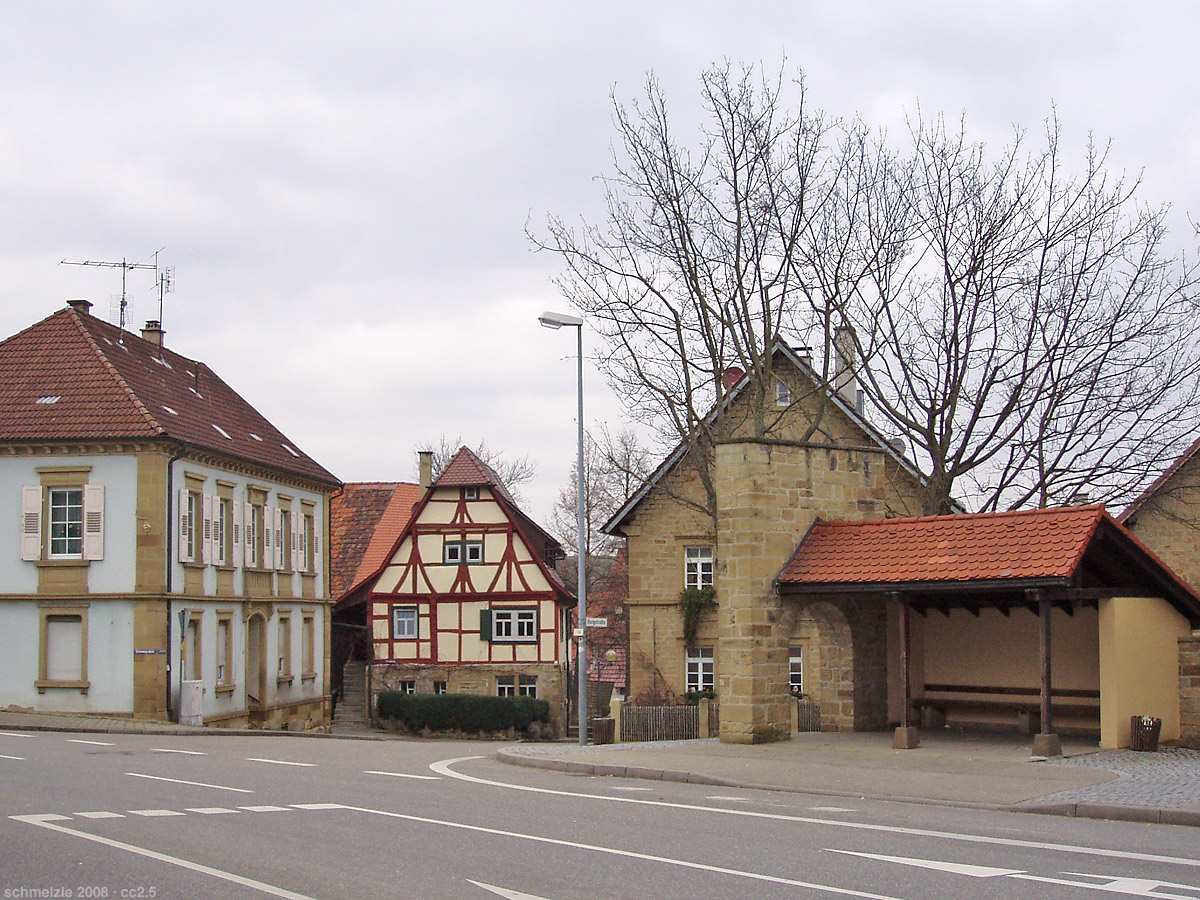
Am Oberen Tor

### Historischer Ortskern
Im historischen Ortskern findet man noch zahlreichen Fachwerkbauten unterschiedlichster Epochen wie z. B. die Hessen-Kelter. Das Deutschherrenhaus, welches einst eine Versorgungsstation des Deutschen Ordens war. Das Wasserschloss geht auf eine historische Wasserburg zurück. Von 1181 bis 1227 sind mit den Herren von Kürnbach die Ortsadeligen als Burgherren nachgewiesen. 1266 war die Burg im Besitz der Herren von Liebenstein, vor 1380 die Grafen von Katzenelnbogen. Ab 1380 waren Ritter von Balzhofen und nach ihnen die Ritter von Sternenfels auf Burg Kürnbach. Bis in die Mitte des 19. Jahrhunderts war die Burg im Familieneigentum der Großherzöge von Hessen, anschließend kam das Anwesen in Privatbesitz. Das Schloss ist von einer parkartigen Grünanlage umgeben. Östlich oberhalb des Schlosses wurde der von einer Naherholungsanlage umgebene Schlosswiesensee (Hochwasserrückhaltebecken) angestaut. Am ehemaligen Oberen Tor befinden sich das alte Rathaus und das alte Schulhaus.

### Kirche
In Kürnbach stand bereits zur Zeit Karls des Großen um 800 eine Holzkirche, die später durch einen romanischen Steinbau ersetzt wurde und ist heute als evangelische Michaelskirche bekannt. Ihre heutige Gestalt erhielt die zeitweilig auch Liebfrauenkirche genannte Kirche durch den Wiederaufbau in den Jahren 1721 bis 1726, nachdem das Bauwerk im Dreißigjährigen Krieg zerstört worden war. Zu den Kunstschätzen der Kirche zählen das Chorgewölbe, das Kruzifix aus dem 16. Jahrhundert, das aus Sandstein geschaffene, fünf Meter hohe Renaissance-Grabmal für Bernhard von Sternenfels und seine Gemahlin Maria Agatha von Weitershausen sowie die 1834 durch den Heidelberger Orgelbaumeister Wilhelm Friedrich Overmann erbaute Orgel.

### Sonstige Bauwerke
- Das Schloss am östlichen Ortsende geht auf eine historische Wasserburg zurück. Von 1181 bis 1227 sind mit den Herren von Kürnbach die Ortsadeligen als Burgherren nachgewiesen. 1266 war die Burg im Besitz der Herren von Liebenstein, vor 1380 die Grafen von Katzenelnbogen. Ab 1380 waren Ritter von Balzhofen und nach ihnen die Ritter von Sternenfels auf Burg Kürnbach. Bis in die Mitte des 19. Jahrhunderts war die Burg im Familieneigentum der Großherzöge von Hessen, anschließend kam das Anwesen in Privatbesitz. Das Schloss ist von einer parkartigen Grünanlage umgeben. Östlich oberhalb des Schlosses wurde der von einer Naherholungsanlage umgebene Schlosswiesensee angestaut.
- Die evangelische Michaelskirche geht auf eine bereits um 800 erwähnte Kirche des Klosters Weißenburg zurück und wurde mehrfach umgebaut. Ihre heutige Gestalt erhielt die zeitweilig auch Liebfrauenkirche genannte Kirche durch den Wiederaufbau in den Jahren 1721 bis 1726, nachdem das Bauwerk im Dreißigjährigen Krieg zerstört worden war. Zu den Kunstschätzen der Kirche zählen das Chorgewölbe, das Kruzifix aus dem 16. Jahrhundert, das aus Sandstein geschaffene, fünf Meter hohe Renaissance-Grabmal für Bernhard von Sternenfels und seine Gemahlin Maria Agatha von Weitershausen sowie die 1834 durch den Heidelberger Orgelbaumeister Wilhelm Jacob Overmann erbaute Orgel.
- Die historische Ortsmitte von Kürnbach ist reich an historischen Gebäuden, darunter die Badische Kelter und die Hessenkelter, die an die einstige Teilung der Grundherrschaft erinnern, außerdem das Deutschherrenhaus bei der Michaelskirche, mehrere historische Gasthöfe sowie zeittypische Wohn- und Wirtschaftsgebäude (z. B. die Häuser Gaisrain 58, Greinstraße 37 und Löwengasse 8) aus verschiedenen Epochen. Am ehemaligen Oberen Tor befinden sich das alte Rathaus und das alte Schulhaus.
- Gefallenendenkmal mit großem Kreuz (Höhe unbekannt)

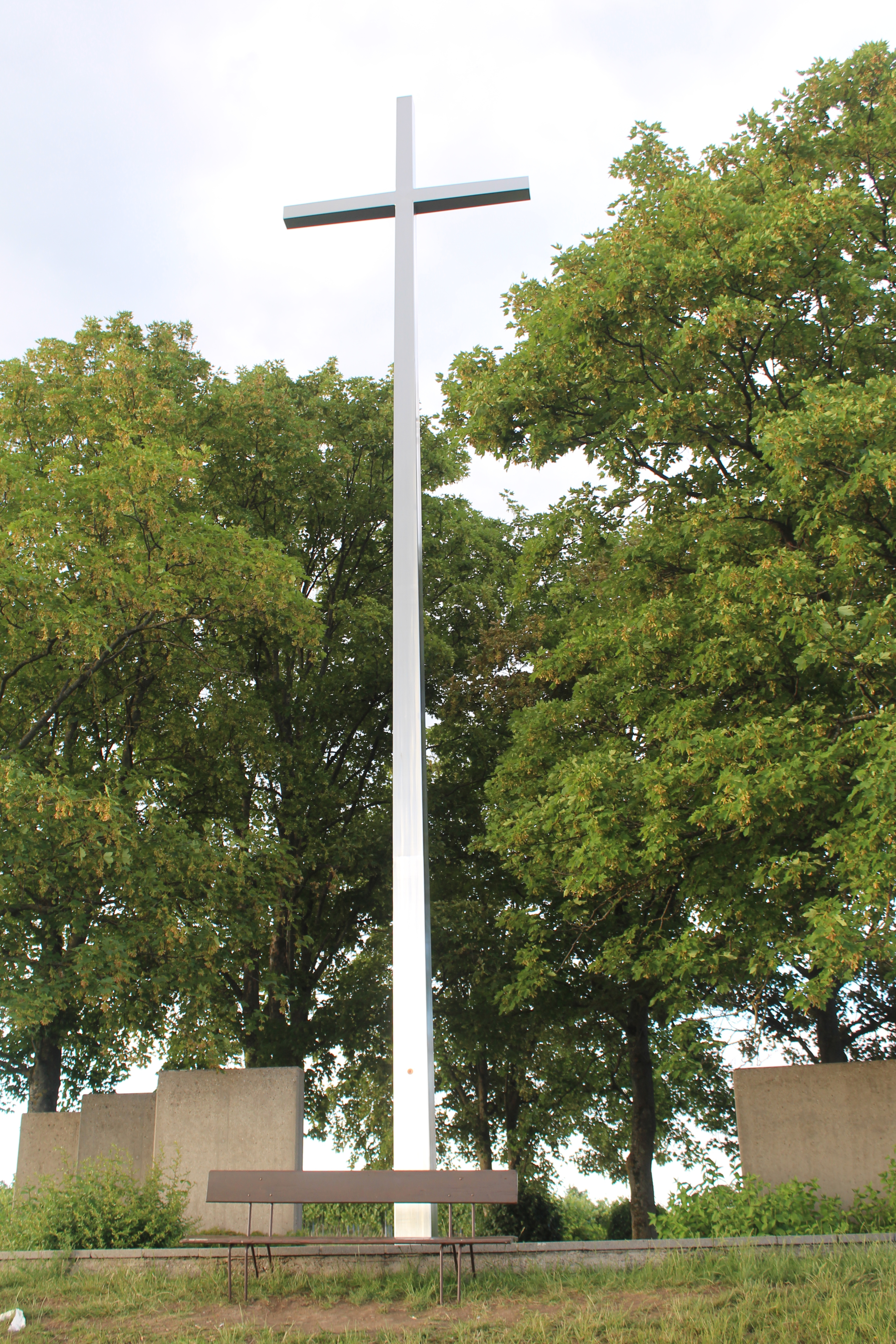
Gefallenendenkmal Kürnbach

### Museen

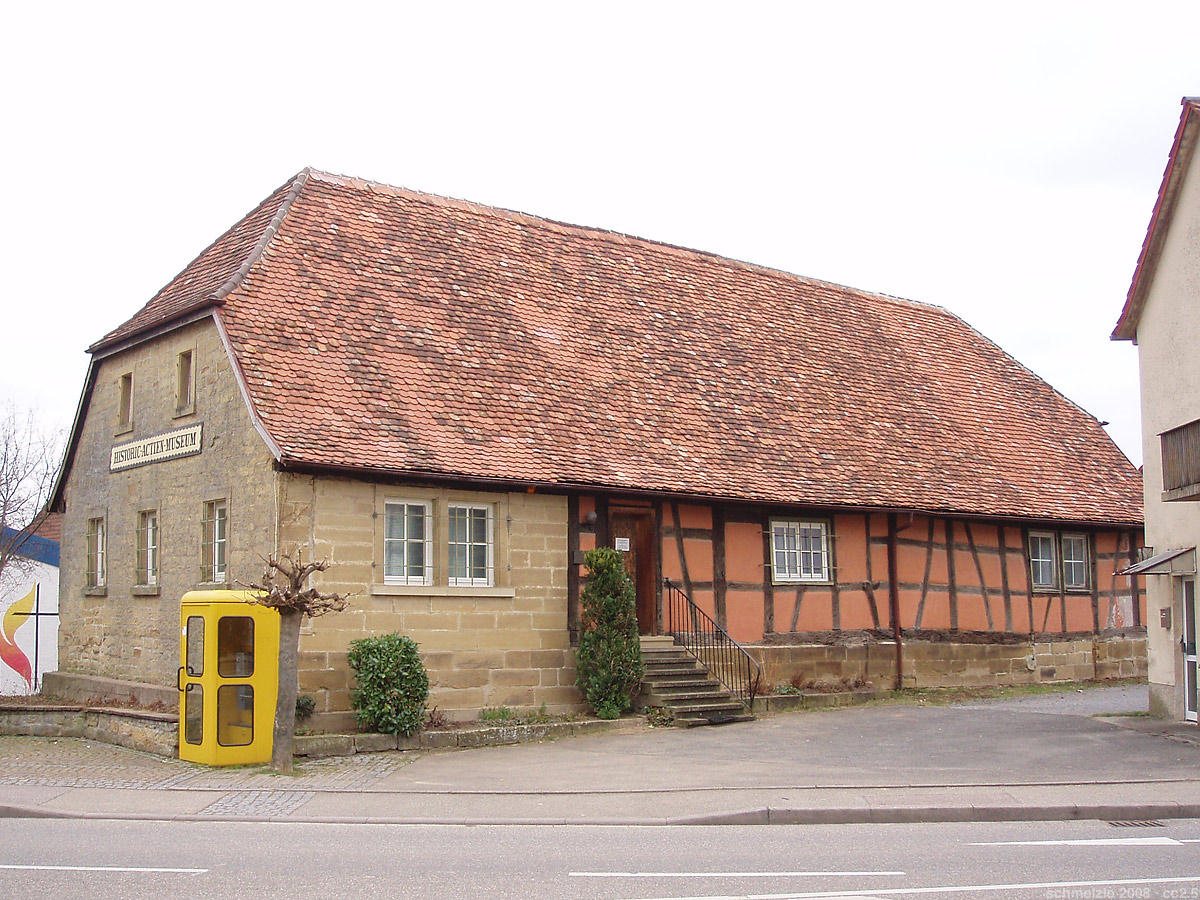
Historic-Actien-Museum

Das Historic-Actien-Museum in einem historischen bäuerlichen Anwesen beim Oberen Tor zeigte von 1976 bis 2018 historische Wertpapiere.

## Wirtschaft und Infrastruktur

### Verkehr
Eine Bahnstrecke von Bretten nach Kürnbach befand sich von 1919 bis 1923 im Bau, blieb aber unvollendet.
Durch Kürnbach verläuft als Landes-Radfernweg der Badische Weinradweg. Er führt von Grenzach-Wyhlen am Hochrhein nach Laudenbach im Rhein-Neckar-Kreis, dabei werden sieben der neun badischen Weinanbaugebiete untereinander verbunden. Die Route verläuft dabei von Bruchsal nach Wiesloch, wobei er in großen Schleifen durch die Weinanbaugebiete führt, insbesondere von Oberderdingen über eine Schleife über den Berg Horn und über Kürnbach nach Sulzfeld und weiter nach Zaisenhausen.

## Persönlichkeiten

### Ehrenbürger
- Kurt Böckle (1921–1993)[27], Bürgermeister von 1964 bis 1984, Ehrenbürger zum Ausscheiden aus dem Amt

### Sonstige Persönlichkeiten
- Friedrich Ludwig von Hoff (1663–1729), Verwaltungsbeamter
- Friederike Luise Löffler (1744–1805), Apothekerstochter und bekannte Kochbuchautorin, geboren in Kürnbach, Mutter der ebenfalls als Kochbuchautorin bekannt gewordenen Henriette Löffler
- Volker Halbauer (* 1955), Generalleutnant a. D. des Heeres der Bundeswehr, wurde in Kürnbach geboren
- Friederike Hauffe (1801–1829), die „Seherin von Prevorst“, lebte von 1821 bis 1826 in Kürnbach
- John Adam Treutlen (1734–1782), amerikanischer Politiker und von 1777 bis 1782 Gouverneur von Georgia, USA.